# 花髑髏
『花髑髏』（はなどくろ）は、横溝正史の短編推理小説。金田一耕助シリーズに続く、探偵・由利麟太郎シリーズの一つ。1937年、雑誌「富士」の1937年6月増刊号と7月号に分けて掲載された。
本作品を原作として、テレビドラマ1作品が制作されている。

## あらすじ
昭和12年5月の事。
名探偵由利麟太郎の元に ″花髑髏″ と名乗る人物から、これから事件が起きるであろうことを予告する内容が記された5月14日付の不吉な手紙が届く。翌15日、市谷薬王寺の俥宿の前には、合トンビに身を包み、帽子を目深に被り、黒メガネと大きなマスクで顔を隠した小柄な男が現れた。男は車夫に、ある邸の玄関に黒塗りの大きな長持が置いてあるのでそれをある家に届けるよう依頼する。邸の主である日下瑛造は精神病の学者で、一人息子の瑛一は現在離れて暮らしており、邸には養女の瑠璃子、知能に障害のある書生の宮園魁太、ほかに女中が二人暮らしていた。
車夫が荷車に長持を積み運ぶ途中、隙間から赤い血潮が滴り落ちていることに、予告状を受けて来ていた由利が気付く。蓋を開けると、中には猿轡を噛まされ、体をしごき帯で巻かれた瑠璃子がぐったりと気を失っていた。瑠璃子の肩には短刀が突き刺さっており、そこから血が流れ出していた。由利は同行していた新聞記者の三津木俊助に瑠璃子を医者へ運ばせ、車夫を伴って長持の届け先に指定された瑛一が暮らす家へと赴いた。家の窓は開け放した状態で、人の気配がするものの、声をかけても返事は無かった。由利が家の中に入ろうとしたその時、上から火鉢が落ちて来て、飛散した灰のために視界が遮られた。勿論瑛一の仕業だったが、彼はオートバイに乗って逃亡してしまう。一方、負傷した瑠璃子は手当てを受け、間もなく意識を取り戻したが、傷の程度の割に彼女が着ていたオーバーに付いた血の量が多すぎることから、由利は他にも被害者がいると直感し、更なる事件の予兆を感じる。
ある日由利、三津木、車夫の三人が駅を降りてしばらく歩くと、神社の境内で由利の顔見知りである湯浅博士に出合う。博士は用があってこれから友人である日下の邸へ向かうと言い、由利たちも同行する。やがて到着するが邸は物音一つせず、人影も無い。中へ上がり込み日下がいるであろう研究室へと向かい、ドアを開けて部屋に入ると、そこには胸に短刀を突き立てられた日下が大の字に倒れており、既に死亡していた。床には大きなガラス製の容器が転がっており、その周りには白菊の花が散りばめられ、中には血に染まった人間の頭蓋骨が入っていた。容器には ″八十川藤松　享年三五歳″ と書かれたラベルが貼られていた。
湯浅によると、自分は20年ほど前に日下と同じ病院に勤めており、八十川藤松はそこへ入院してきた患者であったという。八十川は精神を病んでおり、何をしでかすか分からないような凶暴性を持った人物で、また結核（）も患っていたことから、湯浅は治る見込みのない患者なら、いっそのこと医者の手で安らかに死なせた方が幸せであろうと日下に漏らしていた。数日後、八十川は心臓麻痺を起こして死亡し、係り医者が日下だったという。このことについて八十川の妻は不信を抱いて子供を連れて失踪、気になった湯浅は戸籍を調べると八十川には「大正六年生　長男″アサオ″」 という子供が1人いたと書かれており、湯浅はその子が生きていて父の復讐を遂げたのだと主張する。さらに、子の年齢から考えて ″アサオ″ は瑛一か書生の宮園魁太のどちらかであろうと推測し、二人を探すが行方は分からず仕舞いであった。
5日ほど経ち、由利と三津木は湯浅に会うため、氏が瑠璃子の計らいで寝泊まりしているという日下邸へと向かった。邸の近くまで来た頃、ポストの陰から件の合トンビ姿の男が現れ、三津木が叫ぶと男は姿を消してしまった。邸に着き呼び鈴を押そうとしたその時、中から女の悲鳴が聞こえた。声の主は入浴中の瑠璃子で、宮園と思しき男が窓の外から中を覗いていたという。その矢先、日下が殺害された日以来行方を晦ましていた宮園が、業平橋近くの木造アパートの一室で、封筒を胸に死んでいるのが発見された。封筒の中には、野菊の花で囲まれ赤く塗られた髑髏を描いた紙片が入っていた。死因は薬物による中毒死で、安らかな死に顔などから警察は宮園＝ ″アサオ″ で父の象徴の髑髏（の絵）を抱いて自殺と考えたが、由利は宮園の性質から考えて自殺をするような人間ではない、犯人は別にいると判断する。
2、3日の後、由利のもとに再び ″花髑髏″ を名乗る人物から、「 ″アサオ″ とは宮園魁太のことではない。犯人は他にいる。そいつはさらに恐ろしい殺人を企んでいる。」という内容の手紙が届く。

## 登場人物
由利麟太郎（ゆり りんたろう）
私立探偵。
三津木俊助（みつぎ しゅんすけ）
新日報社の記者。
日下瑛造（くさか えいぞう）
精神病の学者。あくまでも冷徹な科学者肌の人物。
日下瑛一（くさか えいいち）
瑛造の一人息子。文学で身を立てようとしている情熱家タイプの感じ易い、背の高い色の白い細面の貴公子然たる風采の美青年。
日下瑠璃子（くさか るりこ）
瑛造の養女。
宮園魁太（みやぞの かいた）
知的障害のある書生。ぶつぶつといっぱいに面皰がふきだし、絶えず涎のたれそうな動き続けている厚い唇、どろんとして光の無い双の眸で、ずんぐりと脂ぎった体格。
湯浅博士（ゆあさ はかせ）
精神病の学者。瑛造のかつての同僚。某大学の医学部に講座を持つ。
八十川藤松（やそがわ ふじまつ）
瑛造と湯浅がかつて勤務していた病院に入院していた患者。故人。
勝公（かつこう）
車夫。
等々力（とどろき）
警視庁の警部

## テレビドラマ
2020年6月16日から7月14日まで関西テレビ放送制作・フジテレビ系列で放送された火曜21時枠「探偵・由利麟太郎」の第一話としてドラマ化された。「花髑髏」の映像化はこれが初めてとなる。
負傷した瑠璃子が発見されるのが長持でなく冷蔵庫に変更され、届け先が瑛一の住む家ではなくリサイクル処理場に変更されたほか、原作では日下家に住む書生の宮園魁太が、ドラマでは瑛造が瑠璃子を強姦し産ませた子で引きこもりの少年という設定に変更、八十川の死因が瑛造と湯浅が行った人体実験に耐えかねての自死という設定に変更されるなど、随所にストーリーの改変が見られる。

### キャスト
- 由利麟太郎：吉川晃司
- 三津木俊助：志尊淳
- 等々力警部：田辺誠一
- 山岸克平：木本武宏（TKO）
- 日下瑛造：中村育二
- 日下瑠璃子：新川優愛
- 日下瑛一：長田成哉
- 湯浅教授：佐戸井けん太
- 波田聡美：どんぐり

## 収録書籍
- 『花髑髏』（1976年4月20日（初版）角川文庫 緑304-32、ISBN 4-04-130432-6）
三つの短編を収録している。表題作は「白蝋変化」「焙烙の刑」の後に収録されている。
- 『花髑髏』（2020年6月12日[5]（新装版）角川文庫 よ5-47、ISBN 978-4-04-109613-0）
内容は初版と同様。